# Appareilleur
L'appareilleur est le principal ouvrier chargé de l'appareil des pierres d'un bâtiment. C'est lui qui trace les épures par panneaux ou par équarrissement, qui préside à la pose au raccordement, etc.

## Historique
Dans certains édifices anciens, on peut retrouver le tracé de l'appareilleur, au sol, directement sur les dalles de pierres, ou sur des murs cachés.

## Formation
Les outils de l'appareilleur sont les mêmes que celui du dessinateur, mais à une échelle plus grande. Les compas peuvent souvent être des compas à verge d'amplitude supérieure à 3 m. Sur le plâtre, l'appareilleur traçait au crayon, puis repassait avec une pointe à tracer quand il avait fini son épure. Le mur servait à garder les points de tracé, à l'emplacement des panneaux l'appareilleur clouait le bois à découper, puis reprenait son trait sur le bois, pour déposer et découper le bois par la suite.
La formation des appareilleurs durant le XIXe siècle et certainement avant, se faisait aux Beaux Arts, en deux ans. Il y avait une formation basique en dessin, solide en perspective, notamment en axonométrie et en perspective frontale ou à points de fuite. Des études sur la mécanique et la résistance des matériaux, sur la construction du bâtiment ainsi que la charpente. Des études historiques et classiques sur les différents styles architecturaux. Les appareilleurs connaissaient plus que des rudiments en histoire de l'art et histoire des arts décoratifs. 
Ils connaissaient aussi la qualité et la variété des pierres de taille en France et dans le monde. Et des notions sur le métier de carriers et de tailleurs.
Il existait des ouvrages concernant l'étude de la taille des pierres ou "traité de stéréotomie" à l'usage des élèves.
Munis de ce diplôme, les appareilleurs avaient le droit de construire des bâtiments privés ou publics mais limités dans leurs enjeux, donc, sans concurrencer véritablement les architectes dont la formation était bien plus longue et les origines sociales souvent bien plus bourgeoises. 
Ils pouvaient donc diriger des chantiers et répondre à des concours ou des appels d'offres pour des bâtiments spécifiques. Ils pouvaient aussi être engagés en tant qu'appareilleurs dans des carrières conséquentes, répondant à de gros chantiers publics, type SNCF (tunnels, ponts, viaducs, murs de soutènement, etc.) ou Ponts et chaussées.
Ils étaient le lien indispensable alors, dans cette construction en pierres de taille, entre l'ingénieur ou l'architecte et l'ouvrier tailleur de pierres. 
Par exemple, ils devaient dessiner avec rabattement, la taille exacte et très précise d'une pierre pour une voûte plein cintre  de biais correspondant à l'entrée d'un tunnel. Au vu des plans de l'ingénieur, ils devaient réaliser pierre par pierre le calcul de la taille exacte de toutes les pierres constituant le plein cintre nécessaire. 
Connaissant parfaitement la géométrie euclidienne, ils transmettaient au maître tailleur de pierre ou au contremaître, les plans et les facettes à tailler à partir d'un bloc, en calculant et anticipant la taille en profondeur avec le trépan.
Ils devaient veiller à l'exécution de la taille mais aussi à l'assemblage des différentes pierres de taille et très souvent aller sur les chantiers de construction.
À leur façon, ils créaient un lien entre l'artisan et l'architecte. Leur métier et leur formation en réalité très ancienne disparaitra avec la fin du bâti en pierre de taille, le béton armé et la construction métallique, prenant alors la suite dans la grande technologie du bâtiment.   

### En France
Pour les chantiers en taille de pierre, le rôle de l'appareilleur se situe entre celui de calepineur (bureau d'études en taille de pierre) d'une part, et des tailleurs de pierre d'autre part.

## Emploi

### En France
L'appareilleur est chargé de la réalisation des épures à l'échelle 1 pour la réalisation des panneaux servant à la taille des pierres, d'après les plans (calepin d'appareil) réalisés par le calepineur. il façonne les panneaux et gabarits servant au tracé direct sur les blocs de pierre à tailler.
Si dans l'entreprise le rôle n'est pas alloué au calepineur, il prépare les commandes de blocs capables (blocs sciés 6 faces, permettant de recevoir la taille des pierres).

### En Suisse
L'appareilleur est souvent un ancien tailleur de pierre maitrisant parfaitement la stéréotomie. Quelques petites astuces aussi sont utiles à connaitre comme le tracé d'un arc de cercle sans compas, avec 2 bout de bois, un crayon et 2 clous, quand le rayon de l'arc de cercle est plus grand que le plus grand des compas.
L'appareilleur peut aussi faire le suivi des pièces, de la carrière à l'enlèvement par le client. Souvent le calepineur et l'appareilleur sont une seule et même personne. Dans beaucoup d'entreprises le contremaitre et l'appareilleur sont aussi une seule et même personne.
Pour la réalisation des épures à l'heure actuelle, on travaille sur une matière plastique semi-rigide translucide, auparavant on travaillait avec des baguettes de bois pour les panneaux de joint et de face, et avec des plaques de zinc pour les gabarits de moulure. Le tracé était réalisé sur un mur d'appareil, grande surface en plâtre sur lequel on pouvait planter des clous, tracer, effacer etc. Le mur d'appareil était gratté et ré-enduit de plâtre toutes les semaines ou tous les mois. À l'heure actuelle, les tracés sont réalisés échelle 1 avec des programmes de DAO, puis imprimés, découpés et reproduits directement sur les panneaux, ou, directement introduits dans les programmes des machines-outils à commandes numériques.
Les erreurs dues à la parallaxe sont prises en considération et les panneaux de taille sont en règle générale plus petits de 1 à 2 mm que la pierre à réaliser. L'erreur classique du débutant lors du tracé des voussoirs d'un arc, consiste à tracer les traits de joints rayonnant, et non parallèles au trait d'axe du joint.